# اوپانیشاد موندکه

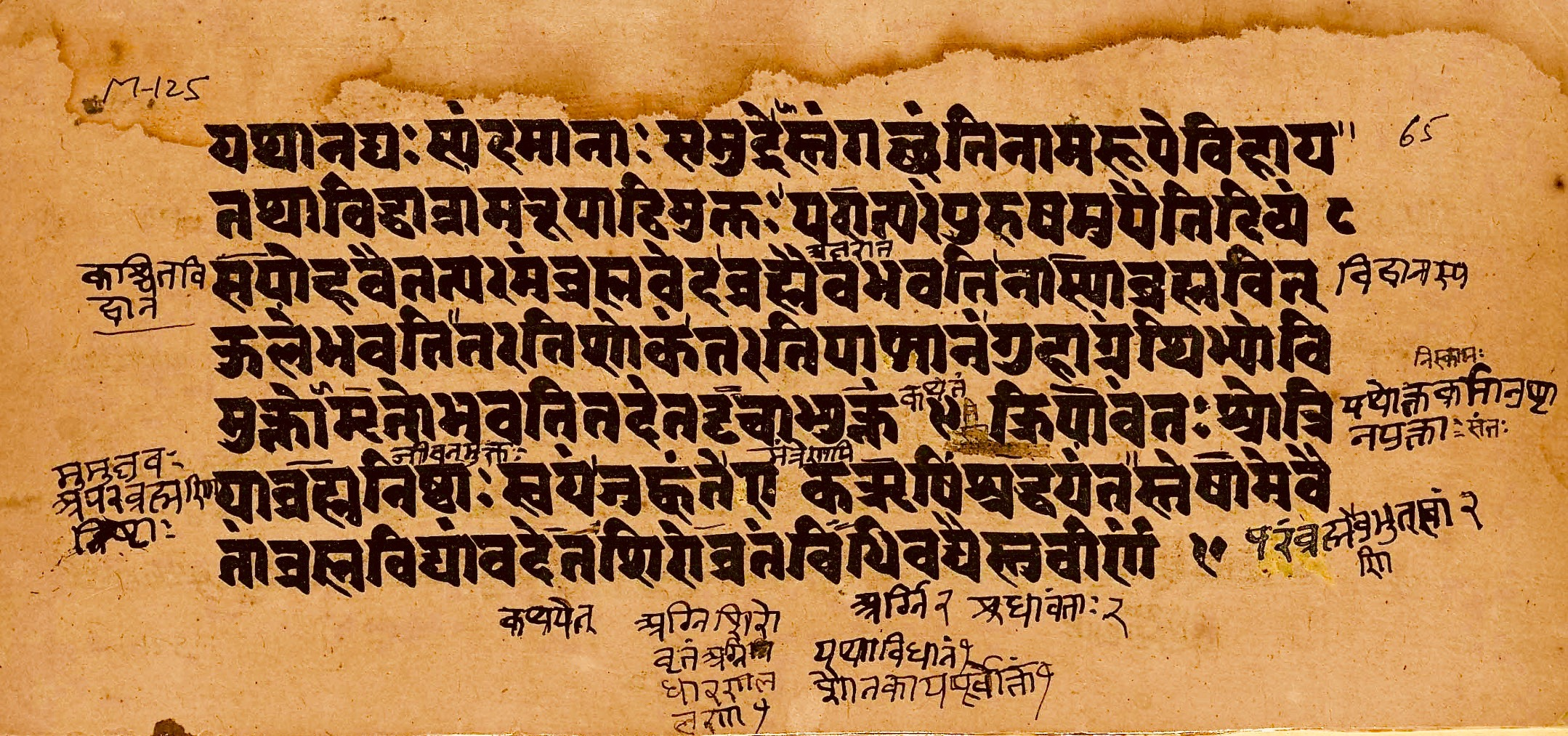
صفحه نسخه خطیاوپانیشاد موندکه، بندهای ۳٫۲٫۸ تا ۳٫۲٫۱۰

اوپانیشاد موندکه (سانسکریت: मुण्डक-उपनिषद्, Muṇḍaka Upaniṣad) متن ودایی کهنی است که بخشی از آتارواودا محسوب می‌شود وآن را در شمار اوپانیشادهای اصلی آورده‌اند. این اوپانیشاد در بین ۱۰۸ اوپانیشاد موکتیکا در رده پنجم آمده‌است و در بین اوپانیشادهایی است که بیش از همهٔ اوپانیشادهای دیگر به زبان‌های دیگر ترجمه شده‌اند.
این اوپانیشاد به نظم شعری است و ۶۷ بیت به شکل مانترا دارد. این مانتراها آیینی نیستند و برای آموزش و تأمل (مدیتیشن) دربارهٔ علوم روحانی به کار می‌روند.